# The 88
The 88 ist eine 2003 gegründete US-amerikanische Indie-Pop-Gruppe aus Los Angeles, Kalifornien. Sie besteht aus den Musikern Adam Merrin, Keith Slettedahl, Anthony Zimmitti und Todd O’Keefe.
Sie haben bislang sechs Alben veröffentlicht und sind im Soundtrack von mehreren Filmen oder TV-Serien vertreten.
The 88 hatten einen Auftritt in der ersten Staffel von How I Met Your Mother, wo sie als Band für Lilys und Marshalls Hochzeit in Betracht gezogen wurden.
Des Weiteren wurde der Song At Least It Was Here in der US-amerikanischen Fernsehserie Community als Titelsong verwendet.

## Diskografie
- 2003: Kind of Light
- 2005: Over and Over
- 2008: Not Only… But Also
- 2009: This Must Be Love
- 2010: The 88
- 2013: Fortune Teller